# Temporada de furacões no Atlântico de 1903
A temporada de furacões no Atlântico de 1903 contou com sete furacões, o maior número em uma temporada de furacões no Atlântico desde 1893. O primeiro ciclone tropical foi inicialmente observado no oeste do Oceano Atlântico perto de Porto Rico em 21 de julho. O décimo e último sistema transitou para um ciclone extratropical bem a noroeste dos Açores em 25 de novembro. Essas datas se enquadram no período de maior atividade de ciclones tropicais no Atlântico. Seis dos dez ciclones tropicais existiram simultaneamente.
Das dez tempestades tropicais da temporada, sete se transformaram em furacões. Um dos sete furacões se aprofundou ainda mais em um grande furacão, que são ciclones tropicais que atingem pelo menos a categoria três na escala de vento do furacão Saffir-Simpson dos dias modernos. O segundo, terceiro e quarto sistemas deixaram os impactos mais significativos durante esta temporada. A segunda tempestade, que atingiu a Jamaica em agosto, devastou a Martinica, a Jamaica e as Ilhas Cayman. Pelo menos 149 mortes foram atribuídas a esta tempestade, enquanto também causou $ 10 milhões em danos apenas na Jamaica. O terceiro ciclone atingiu a Flórida duas vezes em meados de agosto, deixando 14 mortes e cerca de $ 500.000 em danos. Apenas alguns dias depois, o quarto ciclone atingiu Nova Jérsia. A tempestade atingiu muitas áreas na região do Médio Atlântico dos Estados Unidos e causou 57 mortes e cerca de $ 8 milhões em danos. Além disso, os remanescentes do oitavo ciclone tropical causaram graves inundações no Médio Atlântico.
O projeto de reanálise de furacões no Atlântico também indicou, mas não pôde confirmar, a presença de quatro depressões tropicais adicionais ao longo da temporada. No entanto, a reanálise adicionou uma tempestade tropical não detectada anteriormente no final de outubro ao banco de dados de furacões do Atlântico (HURDAT). A reanálise também resultou no oitavo ciclone sendo rebaixado de um furacão para uma tempestade tropical.

## Resumo da temporada

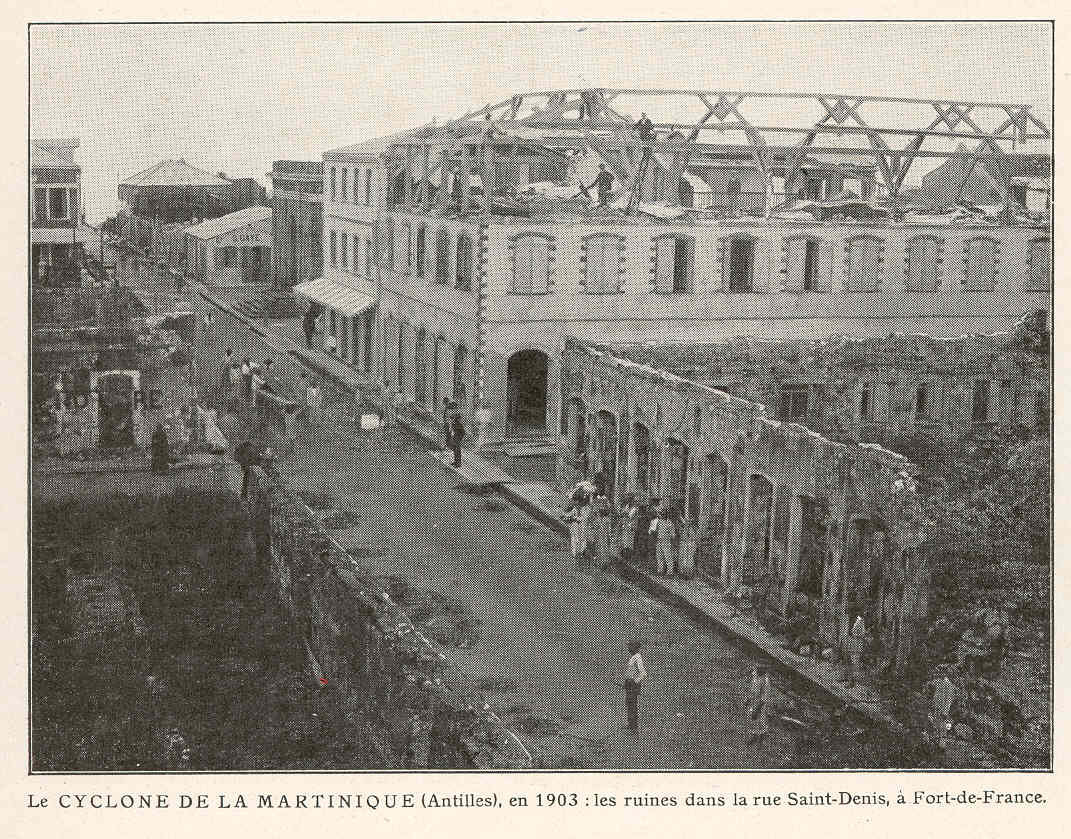
Danos do segundo furacão na Martinica

A ciclogênese tropical começou com o desenvolvimento do primeiro sistema em 21 de julho no Atlântico ocidental perto de Porto Rico. Esta foi a única tempestade no mês de julho. Da mesma forma, agosto também apresentou uma tempestade. O segundo sistema foi o ciclone tropical mais intenso da temporada, atingindo o pico como furacão de categoria três com ventos máximos sustentados de 190 km/h (120 mph) e uma pressão barométrica mínima de 958 mbar (28.3 inHg). Este também foi o primeiro grande furacão na bacia do Atlântico desde a segunda tempestade de 1900 e o primeiro no Caribe desde o furacão San Ciriaco de 1899. Setembro foi o mês mais ativo da temporada, com quatro sistemas em desenvolvimento, três dos quais se intensificaram em um furacão. Em outubro, houve três tempestades tropicais, com uma intensificação em um furacão. O único ciclone tropical de novembro, bem como o sistema final da temporada, desenvolveu-se em 17 de novembro e transitou para um ciclone extratropical enquanto a noroeste dos Açores em 25 de novembro.
A temporada teve um total de 10 tempestades tropicais, 7 dos quais se intensificaram em um furacão. Isso marcou o maior número de furacões em uma temporada desde o total de oito em 1893. Pode ter havido mais quatro depressões tropicais ao longo da temporada, mas os dados obtidos pelo projeto de reanálise de furacões no Atlântico foram inconclusivos. A reanálise adicionou uma tempestade tropical não detectada anteriormente no final de outubro ao banco de dados de furacões do Atlântico (HURDAT). A reanálise também resultou no oitavo ciclone sendo rebaixado de uma furacão de categoria dois para uma tempestade tropical. Quase todos os 10 ciclones tropicais da temporada impactaram a terra. Coletivamente, as tempestades causaram mais de $ 18,5 milhões em danos e pelo menos 222 fatalidades.
A atividade da temporada foi refletida com uma classificação de energia ciclônica acumulada (ACE) de 102. ACE é uma métrica usada para expressar a energia usada por um ciclone tropical durante a sua vida. Portanto, uma tempestade com maior duração terá altos valores de ACE. É calculado apenas em incrementos de seis horas em que sistemas tropicais e subtropicais específicos estão em ou acima de velocidades de vento sustentadas de 63 km/h (39 mph), que é o limite para a intensidade das tempestades tropicais. Assim, as depressões tropicais não estão incluídas aqui.

## Sistemas

### Furacão Um
De acordo com mapas meteorológicos históricos, uma área de clima perturbado desenvolveu uma circulação fechada no início de 21 de julho enquanto localizado a cerca de 160 km (100 mi) a nordeste da Península de Samaná, na República Dominicana, tornando-se o primeiro ciclone tropical da temporada. A tempestade moveu-se para noroeste até cerca das 12:00 UTC em 22 de julho, momento em que se curvou para o norte, antes de virar para o nordeste por volta de 24 horas mais tarde. No início de 24 de julho, intensificou-se em um furacão de categoria um. O furacão se fortaleceu um pouco mais, atingindo o pico com ventos máximos sustentados de 130 km/h (80 mph) seis horas depois. O sistema começou a enfraquecer no início de 24 de julho, caindo para intensidade de tempestade tropical por volta das 12:00 UTC. Acelerando para leste-nordeste, a tempestade também começou a perder características tropicais e transitou para um ciclone extratropical às 06:00. UTC em 26 de julho, enquanto situado cerca de 690 km (430 mi) ao sul-sudeste de Cabo Race, Terra Nova e Labrador. Pouco antes, um navio registrou uma pressão barométrica de 999 mbar (29.5 inHg), o menor em relação à tempestade. Os remanescentes extratropicais continuaram na direção leste-nordeste e se dissiparam no final de 26 de julho.

### Furacão Dois
Furacão de Jamaica de 1903
Uma tempestade tropical foi observada pela primeira vez por volta de 1,870 km (1,160 mi) leste-sudeste de Barbados, no início de 6 de agosto. O sistema moveu-se geralmente para oeste-noroeste e se fortaleceu em um furacão por volta de 24 horas mais tarde. no início de 9 de agosto, atingiu a Martinica como um furacão de categoria forte 1 ou uma categoria fraca 2. A tempestade entrou no Caribe logo depois. Por volta das 12:00 UTC, o ciclone se intensificou em um furacão de categoria três. Entre 06:00 UTC e 12:00 UTC em 11 de agosto, atingiu a Jamaica perto de Morant Point com ventos de 190 km/h (120 mph). Às 06:00 UTC de 12 de agosto, enquanto roçava Grande Caimão, o furacão atingiu o pico com ventos máximos sustentados da mesma intensidade e pressão barométrica mínima de 958 mbar (28.3 inHg), observado pelo governador Blake. O sistema enfraqueceu para uma categoria 2 na época do desembarque perto de Playa del Carmen, Quintana Roo, no início de 13 de agosto, com ventos de 160 km/h (100 mph). Às 12:00 UTC, a tempestade enfraqueceu ainda mais para uma categoria 1. Depois de cruzar a Península de Iucatã e emergir no Golfo do México no início de 14 de agosto, o furacão não conseguiu se fortalecer novamente. Por volta das 00:00 UTC em 16 de agosto, atingiu o norte de Tampico, Tamaulipas, com ventos de 130 km/h (80 mph). O furacão logo enfraqueceu para uma tempestade tropical e se dissipou sobre San Luis Potosí no final de 16 de agosto.
Na Martinica, centenas de casas foram destruídas em Fort-de-France, enquanto cerca de 5.000 pessoas ficaram desabrigadas nas aldeias de Fond, Fourniols, La Haye, Recluce e Tivoli, todas estabelecidas após a erupção do Monte Pelée em 1902. O furacão também deixou grandes danos às plantações e oito mortes. Na Jamaica, várias comunidades foram completamente ou quase destruídas, incluindo Manchioneal, Port Antonio, e Port Maria. Milhares de casas também sofreram danos na capital Kingston. As plantações de banana foram tão devastadas que muitos produtores foram forçados à falência. Numerosos navios naufragaram, principalmente na costa norte da ilha. Foram pelo menos 65 mortes e cerca de $ 10 milhões em danos. Nas Ilhas Cayman, mais de 200 casas e sete das oito igrejas em Grand Cayman foram destruídas ou fortemente danificadas. dos 23 navios no porto, apenas o governador Blake sobreviveu. A maioria das tripulações a bordo desses navios foram mortas, mas a perda de vidas em terra foi mínima. A tempestade também causou grandes danos na Península de Iucatã. Muitos navios naufragaram e as comunicações foram cortadas em vários lugares. Na área de Tampico, houve danos consideráveis no porto e muitos navios foram afundados ou levados para terra. Grande parte da terra entre Tampico e Cárdenas em San Luis Potosí foi submersa devido às inundações. Ao todo, acredita-se que a tempestade tenha matado pelo menos 149 pessoas.

### Furacão Três
A reanálise indica que uma tempestade tropical de 97 km/h (60 mph) originada perto de Mayaguana nas Bahamas por volta das 06:00 UTC em 9 de setembro, embora a falta de dados sugira que esse sistema provavelmente se desenvolveu anteriormente. Movendo-se para noroeste, o ciclone tornou-se um furacão de categoria um por volta das 12:00 UTC no dia seguinte. No final de 10 de setembro e início de 11 de setembro, a tempestade passou perto de Nassau. O furacão então mudou para oeste-noroeste em 11 de setembro e mudou-se para o norte das Ilhas Bimini. Ao cruzar as Bahamas, o sistema produziu ventos com força de furacão em algumas ilhas, com uma velocidade estimada do vento de até 140 km/h (90 mph) em Nassau. Ocorreram danos a plantações e edifícios, mas nenhuma morte foi relatada na cadeia de ilhas.
No final de 11 de setembro, a tempestade atingiu a costa perto de Fort Lauderdale, Flórida, com ventos de 137 km/h (85 mph). O Inchulva virou perto de Delray Beach, afogando nove de seus tripulantes. O ciclone causou graves danos causados pelo vento nos atuais condados de Broward e Palm Beach, embora a maioria das perdas tenha ocorrido em plantações como a cana-de-açúcar. O furacão enfraqueceu para uma tempestade tropical ao cruzar a Flórida, mas voltou a se intensificar em um furacão sobre o Golfo do México em 12 de setembro. Pico com ventos máximos sustentados de 140 km/h (90 mph), a tempestade atingiu a costa perto da Cidade do Panamá por volta das 23:00 UTC em 13 de setembro. No noroeste da Flórida, Alabama e Geórgia, o ciclone produziu chuvas generalizadas, causando alguns danos às plantações. Além disso, uma tempestade fez com que os barcos fossem levados para a costa no Panhandle da Flórida. Ao todo, a tempestade matou 14 pessoas na Flórida e produziu $ 500.000 em danos. Depois de cair para a intensidade da tempestade tropical no início de 14 de setembro, a tempestade enfraqueceu para uma depressão tropical em 16 de setembro, várias horas antes de se dissipar na Carolina do Sul.

### Furacão Quatro
Furacão de Nova Jérsia de 1903
Uma tempestade tropical com ventos de 110 km/h (70 mph) foi observada pela primeira vez por volta de 890 km (550 mi) a nordeste de Antígua no início de 12 de setembro. A tempestade moveu-se relativamente rápido para o noroeste. No final de 14 de setembro, fortaleceu-se em um furacão de categoria um. No dia seguinte, a tempestade começou a se curvar para o norte-noroeste. Intensificando-se ainda mais, o ciclone tornou-se um furacão de categoria dois no final de 15 de setembro, com pico com ventos máximos sustentados de 160 km/h (100 mph). Na época, situava-se a cerca de 180 km (110 mi) a sudeste de Cabo Hatteras, Carolina do Norte. A tempestade enfraqueceu de volta para um furacão de categoria um às 00:00 UTC em 16 de setembro. cerca de 11 horas depois, o furacão atingiu a costa perto de Avalon, Nova Jérsei, com ventos de 130 km/h (80 mph). Em 1992, Jerry Jarrell, mais tarde diretor do Centro Nacional de Furacões, estimou uma pressão barométrica de 990 mbar (29 inHg) no landfall, que seria o mais baixo em associação com o furacão. Depois de se mover para o interior, o sistema enfraqueceu rapidamente para uma tempestade tropical no final de 16 de setembro. A tempestade se transformou em um ciclone extratropical sobre Nova York, perto do Lago Ontário, às 12h. UTC em 17 de setembro. Os remanescentes extratropicais logo se dissiparam sobre Ontário.
Na Carolina do Norte e na Virgínia, a tempestade trouxe ventos quase com força de furacão e ondas fortes. Alguns barcos foram encalhados ao longo da costa da Virgínia. Perto de Chincoteague, a escuna Beatrice virou, afogando-se 28 pessoas. Centenas de pássaros foram mortos e caíram no chão perto de Old Point Comfort, muitos despojados de suas penas. As faixas de chuva externas da tempestade produziram fortes chuvas perto de Washington, DC, cancelando um jogo da Liga Principal de Beisebol entre o Detroit Tigers e o Washington Senators depois que o campo foi inundado. Ao longo da costa de Delaware, a escuna Hattie A. Marsh foi lançada contra as rochas, matando cinco pessoas. O furacão causou graves danos em Nova Jersey, especialmente em Atlantic City. Em todas as regiões costeiras, ventos fortes derrubaram todos os fios telefônicos e telégrafos. Além disso, os ventos destruíram os telhados de cerca de 50 a 60 chalés. Várias ruas foram inundadas, com graves atrasos no transporte relatados. Uma morte indireta ocorreu em Cape May, quando um homem, incapaz de enxergar devido ao furacão, bateu em um trem. Danos em Nova Jérsei foi de aproximadamente US $ 8 milhões. Na cidade de Nova York, ventos fortes balançaram edifícios, pináculos e pontes, virando vagões na ponte do Brooklyn. Pelo menos alguns edifícios foram destruídos e muitas casas foram inundadas ou danificadas, especialmente no Brooklyn. Uma morte ocorreu na cidade. Em Long Island, o presidente Theodore Roosevelt experimentou diretamente os efeitos do furacão enquanto estava em um iate. A vida do presidente foi brevemente ameaçada devido às condições adversas, embora ninguém a bordo do iate tenha sofrido problemas com o furacão. Ao todo, a tempestade causou 57 fatalidades.

### Tempestade tropical Cinco
Mapas climáticos históricos indicaram que uma depressão tropical se desenvolveu ao sul das Ilhas Turcas e Caicos no início de 19 de setembro.  A depressão caminhou geralmente para o norte e permaneceu fraca nos dias seguintes. Até 22 de setembro, o sistema se intensificou em uma tempestade tropical. Virando para leste-nordeste em 24 de setembro, a tempestade atingiu o pico com ventos máximos sustentados de 97 km/h (60 mph) e uma pressão barométrica mínima de 1,003 mbar (29.6 inHg), que foi observado por um navio. A partir daí, acelerou e enfraqueceu lentamente, caindo para a intensidade da depressão tropical no início de 26 de setembro. O sistema se dissipou por volta das 18:00 UTC enquanto situado cerca de 720 km (450 mi) a sudeste da Ilha Sable.

### Furacão Seis
Mapas meteorológicos históricos observam que uma tempestade tropical foi observada pela primeira vez por volta de 668 km (415 mi) a nordeste de Anguila no início de 26 de setembro. Inicialmente, a tempestade moveu-se para oeste-noroeste, mas curvou-se para noroeste no final do dia seguinte. Às 00:00 UTC em 28 de setembro, o ciclone se intensificou em um furacão de categoria um e depois uma furacão de categoria dois, 12 horas depois, ao fazer uma curva para o nordeste. Ao passar perto das Bermudas no final de 28 de setembro, a tempestade atingiu seu pico de intensidade com ventos máximos sustentados de 180 km/h (110 mph) e uma pressão barométrica mínima de 988 mbar (29.2 inHg), que foi observado em Hamilton. O sistema então começou a acelerar e enfraquecer, caindo para a intensidade de categoria um às 00:00 UTC em 30 de setembro. Seis horas depois, o furacão fez a transição para um ciclone extratropical enquanto se localizava a cerca de 797 km (495 mi) a sudeste de Cape Race, Terra Nova. Os remanescentes moveram-se rapidamente para o nordeste e se dissiparam mais tarde naquele dia.
Nas Bermudas, a velocidade do vento mais forte observada foi de 119 km/h (74 mph). Os ventos arrancaram vários cedros e quebraram grandes palmitos das palmeiras. Vários prédios e casas foram danificados. Uma extensão recém-construída no Princess Hotel "desabou como um baralho de cartas". Em St. George's, uma parede que desabou perto dos aposentos dos Engenheiros Reais matou um ex-soldado. As fortes chuvas na ilha destruíram muitas estradas. Ocorreu um deslizamento de terra, arrancando uma parte do penhasco em Deep Bay. O tremor de terra resultante e o ruído criado a partir do deslizamento se assemelharam a um terremoto. Ao longo da costa, o mar agitado naufragou vários barcos, enquanto várias docas de pedra e paredões foram severamente danificados ou destruídos. Outra morte ocorreu depois que um engenheiro na Ilha da Irlanda foi arrastado para o mar e se afogou.

### Furacão Sete
Uma forte tempestade tropical foi observada pela primeira vez cerca de 480 km (300 mi) a leste de Barbuda no início de 1 de outubro, de acordo com mapas meteorológicos históricos e dados do navio. Movendo-se para noroeste, intensificou-se em um furacão de categoria um cerca de 24 horas mais tarde. A tempestade então curvou-se para norte-nordeste no final de 2 de outubro. Fortalecendo-se em um furacão de categoria dois por volta das 12:00 UTC em 4 de outubro, o ciclone atingiu o pico com ventos máximos sustentados de 100 mph (160 km/h). Em seguida, virou brevemente para leste-nordeste, antes de se curvar novamente para leste-sudeste. final de 5 de outubro, o furacão enfraqueceu de volta à categoria um. A tempestade começou a desacelerar e executar um ciclo ciclônico no final de 6 de outubro. Após cerca de 24 horas, começou a se mover de leste-nordeste para nordeste. no início de 9 de outubro, o furacão enfraqueceu para uma tempestade tropical. Mais tarde naquele dia, ele fez a transição para um ciclone extratropical enquanto estava situado 1,090 km (680 mi) a sul-sudoeste da Ilha das Flores nos Açores.

### Tempestade tropical Oito
Uma tempestade tropical foi observada pela primeira vez por navios no início de 5 de outubro, enquanto situado cerca de 260 km (160 mi) a nordeste da Ilha de San Salvador, nas Bahamas. A tempestade quase se deslocou para o nordeste enquanto se fortaleceu lentamente nos dias seguintes. No início de 8 de outubro, o ciclone curvou-se para norte-nordeste. A tempestade atingiu seu pico de intensidade com ventos de 110 km/h (70 mph) e uma pressão barométrica mínima de 29.4 inHg (997 mbar) em 9 de outubro ao passar a oeste das Bermudas; ambos foram baseados em observações de um navio. A reanálise também resultou no oitavo ciclone sendo rebaixado de um furacão de categoria dois para uma tempestade tropical em 10 de outubro, enquanto localizado cerca de 410 km (255 mi) ao norte das Bermudas.
Embora o sistema remanescente tenha se tornado indistinguível no final de 10 de outubro, os remanescentes contribuíram para graves inundações ao longo da costa Leste dos Estados Unidos. Na Carolina do Norte, as más condições climáticas em Kitty Hawk impediram os irmãos Wright de pilotar seu planador ou montar o avião não testado. Na Virgínia, ventos fortes derrubaram árvores e interromperam as comunicações em cidades como Richmond e Norfolk, onde uma árvore trazida do túmulo de Napoleão Bonaparte em Paris, na França, foi arrancada. Os fios foram desligados, interrompendo completamente a comunicação. Uma morte ocorreu no interior quando um homem em Leesburg se afogou enquanto caminhava sobre um tronco no rio Little. O mar agitado virou nove embarcações na costa da Virgínia, resultando em três mortes. As ondas que açoitaram o Back River Light fizeram com que as pedras de sua estrutura saíssem do lugar.
A tempestade causou graves inundações em estados como Nova Jérsia, Nova Iorque e Pensilvânia. Em Nova Jérsei, algumas áreas registraram totais de chuva de cerca de 360 mm (14 in) ao longo de quatro dias. Em Paterson, sete pontes foram destruídas e outras duas foram severamente danificadas. Aproximadamente 16.6 km (10.3 mi) de ruas da cidade foram inundadas. Cerca de 1.200 pessoas fugiram de suas casas e se refugiaram em Paterson Armory. Cerca de 20% da terra foi inundada em Passaic e Wallington. Danos em Nova Jérsia atingiram cerca de US $ 7 milhões. Vinte mortes ocorreram, com duas por afogamento, uma por ataque cardíaco e dezessete outras por um acidente de trem relacionado a uma enchente perto de Trenton. Ao longo do rio Delaware, nove pontes ligando Nova Jérsei e Pensilvânia foram destruídas. Na Pensilvânia, casas em Easton foram arrastadas para o rio e destruídas após colidirem com pontes. O Rio Lehigh transbordou para West Easton, danificando todos os negócios da cidade. Em Nova Iorque, cerca de 250 mm (10 in) caiu na cidade de Nova Iorque durante um período de 48 horas. Várias empresas e residências foram inundadas, enquanto algumas áreas da cidade foram inundadas com 0.61 m (2 ft) de água. O transporte por balsa, bonde e ferrovia também foi interrompido. Um conduto inundado danificou 70 linhas telegráficas. Em Poughkeepsie, duas mortes ocorreram devido a um deslizamento de terra.

### Tempestade tropical Nove
Um distúrbio em movimento para o oeste foi notado pela primeira vez entre Barbados e Granada em 19 de outubro e depois Hispaniola. No início de 21 de outubro, o sistema se desenvolveu em uma depressão tropical perto das Ilhas Turcas e Caicos. A depressão inicialmente moveu-se para norte-noroeste através do leste das Bahamas, permanecendo fraca durante a sua passagem. Depois de atingir o Atlântico aberto, o ciclone se intensificou em uma tempestade tropical por volta das 12h. UTC em 23 de outubro. O fortalecimento continuou e, no início de 24 de outubro, a tempestade atingiu o pico com ventos máximos sustentados de 97 km/h (60 mph) e uma pressão barométrica mínima de 1,008 mbar (29.8 inHg), ambos observados por navios. No entanto, o sistema fez a transição para um ciclone extratropical por volta das 18h. UTC enquanto situado cerca de 310 km (190 mi) a sudeste de Cape Lookout na Carolina do Norte. Os remanescentes aceleraram à frente de uma frente fria e mais tarde atingiram a Terra Nova, antes de se dissiparem sobre o Mar do Labrador em 27 de outubro.

### Furacão Dez
Mapas climáticos históricos indicaram a tempestade final na temporada começando no início de 17 de novembro, enquanto localizado cerca de 1,260 km (780 mi) oeste-noroeste da ilha de Santo Antão em Cabo Verde. A tempestade se fortaleceu lentamente e se moveu para noroeste nos dias seguintes, até fazer uma curva para nordeste no final de 19 de novembro. Às 06:00 UTC no dia seguinte, o ciclone se intensificou em um furacão categoria um. Pouco depois, o furacão virou para o leste e depois para o norte-nordeste em 22 de novembro. No dia seguinte, atingiu o pico com ventos máximos sustentados de 130 km/h (80 mph) e uma pressão barométrica mínima de 985 mbar (29.1 inHg), que foi observado por um navio. O furacão continuou se movendo para norte-nordeste por alguns dias, até a transição para um ciclone extratropical localizado a cerca de 770 km (480 mi) a noroeste da Ilha do Corvo nos Açores no final de 25 de novembro.

## Efeitos sazonais
Esta é uma tabela de todas as tempestades que se formaram em na temporada de furacões no Atlântico de 1903. Inclui a sua duração, nomes, desembarque(s) – denotados por nomes de locais em negrito – danos e totais de morte. As mortes entre parênteses são adicionais e indiretas (um exemplo de morte indireta seria um acidente de trânsito), mas ainda estavam relacionadas àquela tempestade. Danos e mortes incluem totais enquanto a tempestade era extratropical, uma onda ou uma baixa, e todos os números de danos são em USD de 1903.

| Escala de Furacões de Saffir-Simpson |    |    |   |   |   |   |   |
| DT                                   | TS | TT | 1 | 2 | 3 | 4 | 5 |

| Um                    | 21 de julho–26               | Furacão categoria 1 | 130 (80)  | 999  | Bahamas                                                             | Menor        | Nenhum |               |
| Dois                  | 6 de agosto–16               | Furacão categoria 3 | 195 (120) | 958  | Ilhas de Sotavento (Martinique), Grandes Antilhas (Jamaica), México | $10 milhões  | 149    | [ 9 ] [ 13 ]  |
| Três                  | 9 de setembro–16             | Furacão categoria 1 | 150 (90)  | 974  | Bahamas, Sudoeste dos Estados Unidos (Flórida)                      | $500,000     | 14     | [ 19 ]        |
| Quatro                | 12 de setembro–17            | Furacão categoria 2 | 155 (100) | 990  | Médio Atlântico (Nova Jérsia), Ontário                              | $8 milhões   | 57     | [ 13 ] [ 23 ] |
| Cinco                 | 19 de setembro–26            | Tempestade tropical | 95 (60)   | 1003 | Turcas e Caicos                                                     | Menor        | Nenhum |               |
| Seis                  | 26 de setembro–30            | Furacão categoria 2 | 175 (110) | 988  | Bermudas                                                            | Desconhecido | 2      | [ 5 ]         |
| Sete                  | 1 de outubro–9               | Furacão categoria 2 | 155 (100) | 988  | Nenhum                                                              | Nenhum       | Nenhum |               |
| Oito                  | 5 de outubro–10              | Tempestade tropical | 110 (70)  | 997  | Bermuda                                                             | Menor        | Nenhum |               |
| Nove                  | 21 de outubro–24             | Tempestade tropical | 95 (60)   | 1008 | Ilhas Turcas e Caicos, Bahamas, Terra Nova e Labrador               | Menor        | Nenhum |               |
| Dez                   | 17 de novembro–25            | Furacão categoria 1 | 130 (80)  | 985  | Nenhum                                                              | Nenhum       | Nenhum |               |
| Agregado da temporada |                              |                     |           |      |                                                                     |              |        |               |
| 10 sistemas           | 21 de julho – 25 de dezembro |                     | 195 (120) | 958  |                                                                     | 18.5         | 222    |               |